# Alfred Brendel
Alfred Brendel, född 5 januari 1931 i Wiesenberg (nuvarande Loučná nad Desnou) i nuvarande Olomouc, Tjeckien, död 17 juni 2025 i London, var en österrikisk pianist.
Han studerade för Paul Baumgartner, Eduard Steuermann och Edwin Fischer. Han räknas som en av de främsta klassiska pianisterna under andra halvan av 1900-talet.